# Карась Анатолій Федосович
Анатолій Феодосійович Карась (нар. 2 жовтня 1950, с. Голичівка, Корецький район, Рівненська область) — український філософ, професор. Доктор філософських наук (2005). Завідувач кафедри філософії філософського факультету Львівського національного університету імені Івана Франка (з 1995 року). Член президії НТШ. Член редакційної колегії львівського суспільно-політичного журналу «Універсум».
Дійсний член НТШ.

## Життєпис
Народився 2 жовтня 1950 року у селі Голичівка Рівненської області.
Закінчив філософський факультет Київського університету у 1979 році.
У 1979—1982 роках — асистент, 1982—1985 — аспірант кафедри філософії Львівського університету (дисертація на тему: «Регулятивна функція світогляду в процесі творення науково-теоретичних знань»). Відразу після закінчення аспірантури став доцентом кафедри філософії філософського факультету Львівського університету.
У 1991—1998 був проректором з гуманітарних питань Львівського державного університету ім. Івана Франка.
У 1993—1996 та у 2000—2004 — професор—гість Українського вільного університету.
З 1995 року — завідувач кафедри філософії Львівського університету.
Володіє англійською, польською, російською мовами.

## Наукова діяльність
У 1998 році викладав курс «Інтелектуальна історія України» в американському Loras College.
У 2003 Видавничим центром ЛНУ імені Івана Франка була видана монографія Анатолія Карася «Філософія громадянського суспільства в класичних теоріях і некласичних інтерпретаціях». У монографії автор розглянув витоки та еволюцію громадянського суспільства, проаналізував класичні теорії та деякі некласичні інтерпретації громадянського суспільства, виявив недетерміністичні передумови соціальних змін у новітніх умовах.
2005 року захистив докторську дисертацію «Філософія громадянського суспільства як інтерпретація свободи і соціальності».
Викладач предметів: «Вступ до філософії», «Філософська пропедевтика», «Філософія громадянського суспільства», «Громадянське суспільство й соціальна ефективність», «Філософія свободи», «Загальна семіотика».
Брав участь, переважно з пленарними доповідями, у понад 100 наукових конференцій в Україні та за кордоном, зокрема, у США: Вашингтоні, Чикаго, Дубюку, Шампуні (Іллінойс), Дюрамі (Дюк-університет, Північна Кароліна); в Лондоні, Мюнхені, Берліні, Стамбулі, Москві, Варшаві, Кракові, Ряшеві, Празі.
Наукові інтереси: соціальна філософія та філософія культури, теорія громадянського суспільства, філософія свободи та семіотика.
Автор понад 300 наукових та навчально-методичних праць, з них понад 20 монографій, підручників і навч. посібників (у співавторстві).

## Громадська позиція
У червні 2018 підтримав відкритий лист діячів культури, політиків і правозахисників із закликом до світових лідерів виступити на захист ув'язненого у Росії українського режисера Олега Сенцова й інших політв'язнів.
Генеральний секретар Світової Ради НТШ з 2005 р.

## Нагороди
- Орден «За заслуги» ІІІ ступеня (19 травня 2018) — за вагомий особистий внесок у розвиток вітчизняної науки, зміцнення науково-технічного потенціалу України, багаторічну сумлінну працю та високий професіоналізм[2]
- Лауреат конкурсу українського фонду Воляників-Швабінських за монографію "Філософія громадянського суспільства...."